# Krivany
Krivany (in ungherese Krivány) è un comune della Slovacchia facente parte del distretto di Sabinov, nella regione di Prešov.
Qua nacque lo storico e teologo Milan Stanislav Ďurica.